# Giganthias immaculatus
Giganthias immaculatus är en fiskart som beskrevs av Katayama, 1954. Giganthias immaculatus ingår i släktet Giganthias och familjen havsabborrfiskar. Inga underarter finns listade i Catalogue of Life.